# Iksookimia yongdokensis
Iksookimia yongdokensis és una espècie de peix de la família dels cobítids i de l'ordre dels cipriniformes. Va ser descrita el 1997 pels ictiòlegs coreans Ik-Soo Kim i Jong-Young Park.
Poden assolir 8,9 cm de llargària total. Mengen algues, crustacis petits i larves d'insectes aquàtics. Viu en zones de clima temperat al sud-est de Corea.